# Здіслава Берка
Здіслава Лемберкська (чеськ. Zdislava z Lemberka), до шлюбу Здіслава Берка (чеськ. Zdislava Berka; бл. 1220—1252) — чеська католицька свята; дружина чеського пана Гавела з Лемберка. Відома як сувора, але щедра жінка, яка заснувала монастир.

## Життєпис
Здіслава народилася в моравській родині в містечку Кршижанов (нині район Ждяр-над-Сазавоу), донька моравського феодала Пршібислава з Кршижанова. Була надзвичайно побожною дівчиною у віці 7 років втекла до лісу з намірами жити на самоті, як відлюдниця, і молитися. Насильно була повернута до сім'ї із зобов'язанням жити звичайним життям. Вступила в шлюб з чеським феодалом Гавелом з Лемберка (Галлус Лембергський), представником роду Марквартиців, засновником замку Лемберк, а також міст Яблонне-в-Подєштеді і Габельшвердта (нині Бистржіца-Клодзка). У шлюбі народила четверо дітей.
Після одруження Здіслава продовжила жити в дусі аскетизму, невпинно працюючи заради бідних і немічних, і, як було на той час незвично, постійно приймаючи Євхаристію. Під час Західного походу монголів багато людей залишили свої будинки в пошуках притулку, і багато з них знайшли притулок у Лемберкському замку в Північній Богемії, де жила Здіслава зі своєю родиною. Та допомогла прийняти і допомогти стільком біженцям, скільки це було можливо.
Чоловік Здіслави, Гавел, був стурбований надмірною благодійністю і щедрістю своєї дружини до біженців. Одного разу він вирішив лягти в постіль, яку Здіслава приготувала для хворого гарячкою, однак виявив там розп'яття. Згідно з літописами, Гавел був так вражений тим, що трапилося, що дозволив своїй дружині заснувати домініканський монастир в Турнові. Здіслава служила там до кінця своїх днів і була там похована.

## Уславлення

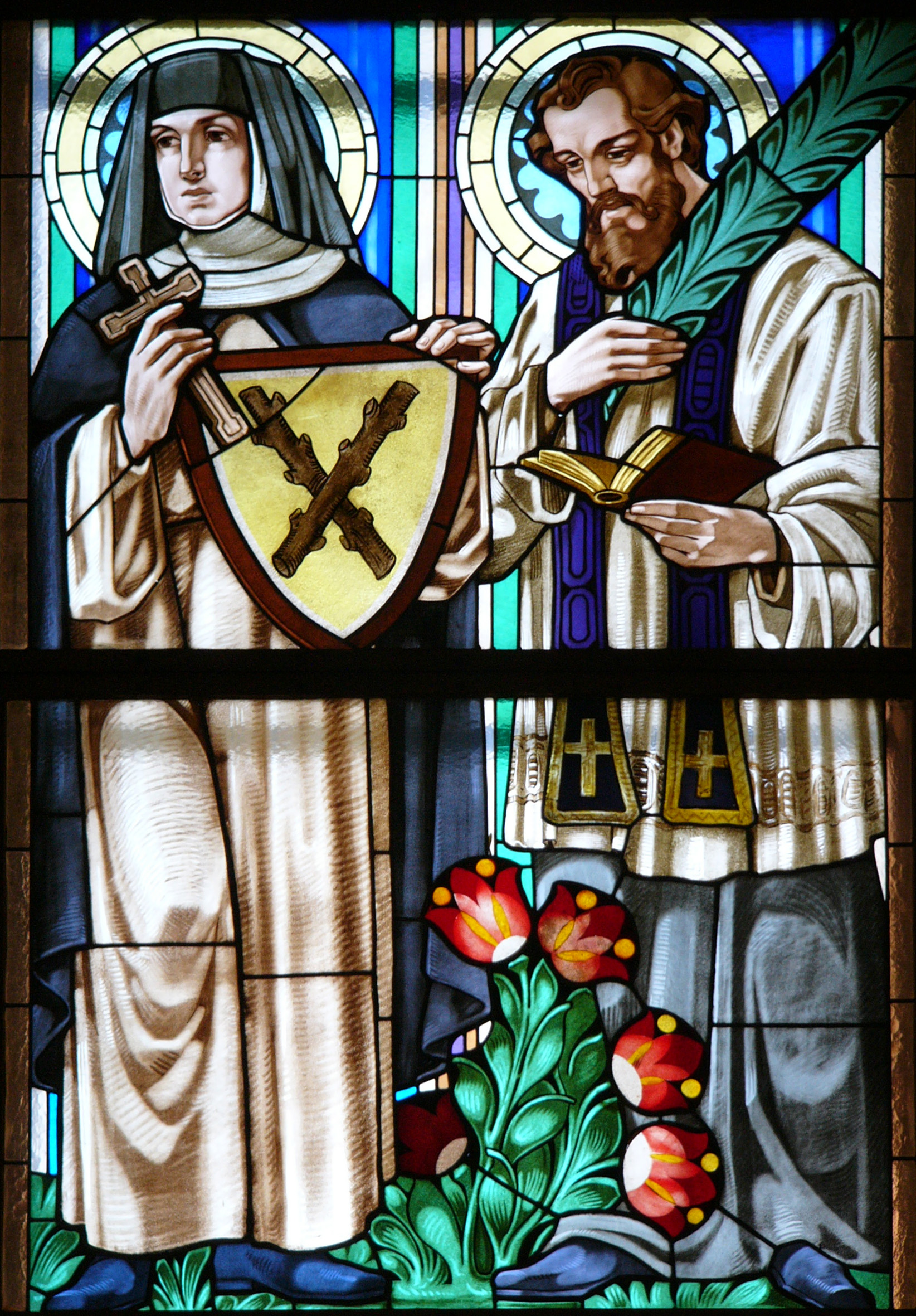
Вітраж із зображенням Здіслави Лемберкської та Яна Саркандерома в соборі в Оломоуці

За літописними джерелами, Здіслава являлася своєму чоловікові після своєї кончини. У 1907 році прославлена Папою римським Пієм X, у 1995 році в Оломоуці канонізована разом з Яном Саркандером Папою римським Іоанном Павлом II. Зображується як домініканська черниця з розп'яттям, обмотаним трояндами, або лежить на ложі хворої людини. Покровитель осіб, які живуть у скрутному шлюбі, і людей, яких висміюють за своє благочестя.
У телепроєкті «Найвидатніші чехи» 2005 року, випущеному Чеським телебаченням, зайняла 77-е місце серед 100 найвидатніших діячів в історії Чехії.

## У культурі
- «В гербі левиці» — роман Альони Врбовой (1977) і екранізація  Людвіка Ражі (1994)[5]
- «Здіслава і втрачена реліквія» — роман Властимвла Вондрушки[6]
- «Свята Здіслава» — ораторія композитора Мілоша Бока.